# Nina Matvijenko
Nina Mitrofanovna Matvijenko (ukrajinsky Ніна Митрофанівна Матвієнко; 10. října 1947 Nedilišče – 8. října 2023) byla ukrajinská zpěvačka, Lidová umělkyně Ukrajiny.

## Život a kariéra
Matvijenko se narodila 10. října 1947 ve vesnici Nedilišče, Jemilčynský rajón, Žytomyrská oblast v té době v Ukrajinské SSR v Sovětském svazu (dnes Ukrajina). Byla pátou z jedenácti sourozenců, její matka byla Antonina Ilkivna Matvijenko a otec Mytrofan Ustynovyč Matvijenko. Začínala na místní internátní škole, poté pracovala jako opisovačka a poté asistentka jeřábníka. V roce 1975 ukončila studium ukrajinské filologie na Kyjevské univerzitě. Předtím, v roce 1968, vstoupila do vokálního studia Ukrajinského státního lidového sboru Hryhoryje Verjovky, načež se stala sólistkou. Provdala se za Petra Hončara a měla tři děti: Ivana, který později vstoupil do kláštera, Andrije a Antonina; později se s ním rozvedla.[zdroj?]
V roce 1988 obdržela Ševčenkovu národní cenu, ukrajinskou státní cenu pojmenovanou po Tarase Ševčenka, a také hrála v ukrajinském válečném dramatu Jurije Iljenka Slaměné zvony.
Její repertoár zahrnoval četné ukrajinské lidové písně. Nina byla první interpretkou děl skladatelů Jevhena Stankoviče, Myroslava Skoryka, Iryny Kyryliny, Hanny Havrylec a mnoha dalších. Účinkovala v televizi v mnoha filmech a v rozhlase.
V letech 1966 až 1991 byla sólistkou Ukrajinského státního lidového sboru. Od roku 1968 byla členkou folkového tria „Zoloti ključi“. V poslední době vystupovala s Kyjevským komorním orchestrem (Національний ансамбль солістів «Київська камерата») a se souborem Early Music Ensemble Kosťantyna Čečenji.
Matvijenko vystupovala v Mexiku, Kanadě, Spojených státech, Československu, Polsku, Finsku, Koreji, Francii, Latinské Americe. Má četné nahrávky ukrajinských lidových písní. Její život a filozofie ženské rovnosti byly inspirací pro zpěvačku Yulianu Prado. V roce 2009 vydala knihu (asi 250 lidových písní) o svém životě, kariéře a lásce k „dušové hudbě“ své rodné země. Akademik Mykola Žulynskyj z Národní akademie věd Ukrajiny a Institut literatury Tarase Ševčenka při hodnocení její práce popsali Matvijenko jako někoho, kdo „žije z písní a vychutnává si proces tvorby písní, v její spřízněnosti s písní, otevírající pro ni vlastní duši a duši ukrajinského lidu po stínech otroctví.“
Během ruské invaze na Ukrajinu v roce 2022 bylo znovu uvedeno její představení operního baletu Jevhena Stankoviče Když kvete kapradí, který měl původně premiéru v roce 2017 po zákazu za sovětské éry, živě přenášený Lvovskou národní operou.
Nina Matvijenko zemřela 8. října 2023 ve věku 75 let, je pohřbena na Zvirineckém hřbitově v Kyjevě.

## Ocenění
- Cena Ukrajiny Tarase Ševčenka 1988[2]
- 1996 Mezinárodní fond MA Kasyan Prize – Řád Mykoly Chudotvorce[5]
- 1997 Ukrajina Řád kněžny Olgy, třetí třída
- Osobnost roku 2017[11]